# Colobura
Colobura is een geslacht van vlinders uit de familie van de Nymphalidae, onderfamilie Nymphalinae. 

## Verspreiding en leefgebied
De soorten van dit geslacht komen voor in Mexico, Midden-Amerika en het noordelijk gedeelte van Zuid-Amerika.

## Waardplanten
De waardplant van de rupsen is Cecropia uit de familie Asclepiadaceae.

## Soorten
- Colobura dirce (Linnaeus, 1758)
- Colobura annulata (Willmot, Constantino & Hall, 2001)

De twee soorten lijken sterk op elkaar. De imago van C. annulata is wat groter dan van C. dirce. Het voornaamste verschil is te vinden bij de rups in het laatste stadium. Bij de rups van C. annulata bevinden zich dan tussen de segmenten gele ringen die bij C. dirce ontbreken. Beide soorten gebruiken Cecropia als waardplant, en komen voor in Midden-Amerika en het noorden van Zuid-Amerika.